# Андрущенко Іван Іванович
Іва́н Іва́нович Андру́щенко (25.03.1890, м. Борзна, Чернігівщина — після 1941, Аргентина) — український державний, військовий і громадсько-політичний діяч, інженер, публіцист, підприємець, редактор, меценат; полковий інтендант Українського козацького ім. гетьмана Б. Хмельницького полку (1917), член Центральної Ради, секретар Української партії самостійників-соціалістів (з 12.1917).

## З життєпису
Випускник Новозибківської аграрно-технічної школи та Петровської сільськогосподарської академії (Москва). Військовий урядовець 1-го Українського козацького ім. гетьмана Б. Хмельницького полку з перших днів його створення. На виборах до Установчих зборів у блоці соціалістів-самостійників та Української трудової партії (12.1917) представляв Богданівський полк. У його помешканні по вул. Хрещатик, 45 містилось бюро партії самостійників (1918). 
На еміграції в Польщі, Відні (Австрія), ЧСР. 
Виїхав до Аргентини, де був представником гетьманської управи, співзасновником місцевого Союзу гетьманців-державників (1936) і співредактором часопису «Плуг та меч». 
Остання відома про нього згадка: «Інж. Андрущенко всім давав вказівки і поради, як людина дійсно освічена, що пережила і переболіла всі чвари і руїну і не зневірилася».